# Helheim (гурт)
Helheim — норвезький блек-метал гурт, заснований 1992 року. За скандинавською міфологією «Гельгейм» — країна мертвих, а правителька Гельгейму — Гель — є дочкою Локі та Ангрбоди.

## Історія
Колектив заснували V'gandr (скорочено від Vanargandr) та H'grimnir (Hrimgrimnir), до яких згодом долучився ударник Hrymr. Від самого початку, гурт не боявся виходити на сцену, тому вони давали живі концерти в Бергені, щоб набути живого досвіду.
Восени до гурту приєднується Nidhogg. у повному складі Helheim записують та видають перший демо-запис під назвою Helheim, який не виходив за межами Норвегії, бо гурт розумів, що запис недосконалий. Згодом колектив починає роботу над новим демо, але гурт покидає Nidhogg.

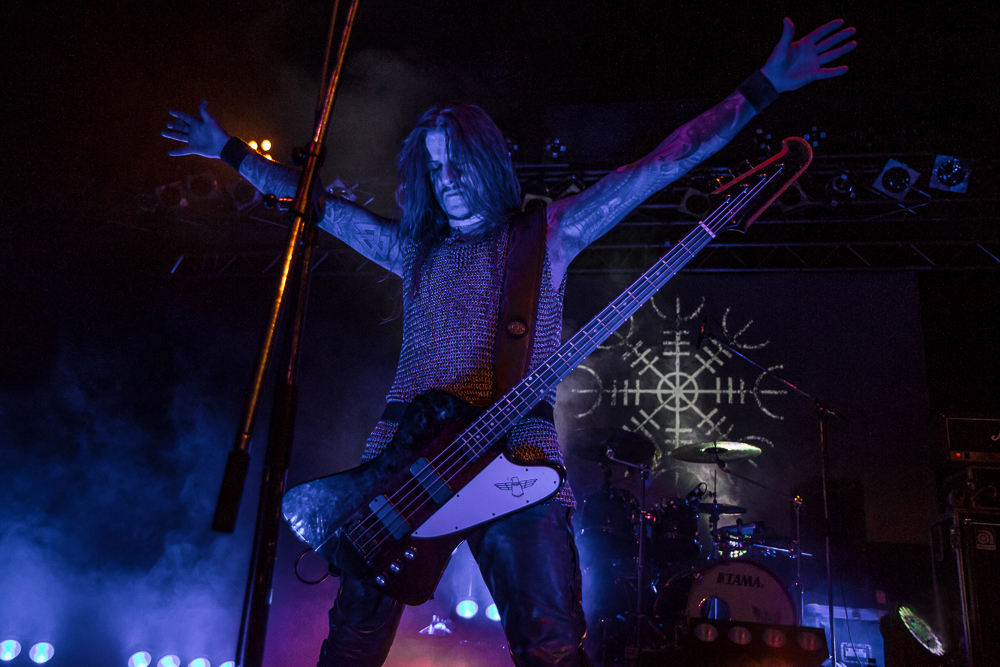
Vgandr на фестивалі Niflheim

У 1994 році побачив світ другий демо-запис Niðr ok Norðr liggr Helvegr. Завдяки цій роботі, вони підписують контракт з німецьким лейблом Solistitium (тепер Millennium Music). Результатом плідної співпраці з лейблом, видано дебютний альбом Jormundgand (назву запозичено з персонажа скандинавської міфології — світового змія), записаний у Grieghallen в 1995 році. У 1996 році колектив продовжує гастролювати Європою.
Після європейського туру, гурт почав працювати над наступним альбомом. Контракт з лейблом Solistitium завершився, тому колектив на два роки залишилися без лейблу. За цей час Helheim встигли підготувати матеріал для видання. У 1999 році свою співпрацю на запис одного альбому запропонував маловідомий лейбл Ars Metalli. Музиканти довго вагалися, але все ж таки, хотіли записати невиданий матеріал. Після підписання контракту, до гурту приєднується клавішник Lindheim та гітарист Thorbjørn. У такому складі Helheim записують EP Terrorveldet, а згодом ще один повноформатний альбом Blod & Ild. Також вони створюють відеокліп на пісню Jernskogen.
У 2001 році колектив намагався видати ще одну MCD Helsviti, але через проблеми з лейблом, видання було призупинене на невизначений термін.
Однак, колектив знову починає активно працювати над записом чергового альбому, тому повертається у Grieghallen. Гурт підписує новий контракт із лейблом Massacre Records, що взяв на себе відповідальність за видання альбому. Повноформатник Yersinia Pestis, виданий у 2003 році був високо оцінений як фанами, так і критиками. Згодом, музиканти знову розчарувалися у співпраці з лейблом, адже альбом не отримав достатнього розголосу. Ще однією причиною для розірвання контракту з лейблом було те, що Massacre Records згодився видати створений раніше MCD Helsviti, чого так і не зробив.
У 2006 році Helheim записує та видає повноформатний альбом The Journeys and the Experiences of Death на лейблі Dark Essence Records у вигляді дабл-діджіпаку включно з MCD Helsviti в якості бонусного диску. Лірика альбому висвітлює прадавні вірування вікінгів, їх культи та погляди на смерть.
У квітні 2008-го року на тому ж лейблі видано альбом Kaoskult, який, за словами фанів та критиків є одним з найкращих альбомів гурту через яскраво виражені барабанні та гітарні партії.
2008 рік був дуже насиченим для Helheim, з одним норвезьким і двома європейськими турами, кількома концертами в Бергені і різними європейськими фестивалями.
У 2010 році видано EP Aasgards Fall, насичений більш атмосферним звучанням. Lindheim та Thorbjørn покидають колектив. Новим гітаристом стає Reichborn.
У 2011 році виходить у світ повноформатний альбом Heiðindómr ok mótgangr, лірика якого повністю розкриває значення рун та зв'язана із розділом Молодшої Едди — Промовами Високого (тобто Одіна). Це був перший альбом, у якому був присутній чистий вокал.
У 2015-му видано ще один альбом raunijaR, тривалістю в 41 хвилину на Dark Essence Records.
Останнім альбомом колективу був landawarijaR, до якого залучено багато сесійних музикантів-вокалістів та використано автентичні скандинавські інструменти, що надають звучанню нових барв, а саме ріг та литаври. Цей альбом був номінований на престижну премію Spellemann 2017 року.

## Склад гурту

### Учасники
- Hrymr — ударні
- Vgandr — бас-гітара, вокал
- Hgrimnir — ритм-гітара, вокал
- Noralf — ритм, лед-гітара

### Колишні учасники
- Nidhogg — (1993—1994)
- Lindheim — клавіші, синтезатор(1999—2008)
- Thorbjørn — гітара (1999—2008)

## Дискографія
- Helheim (demo, 1993)
- Niðr ok Norðr liggr Helvegr (demo, 1994)
- Jormundgand (CD/LP, 1995)
- Av Norrøn Ætt (CD, 1997)
- Terrorveldet (MCD, 1999)
- Blod og Ild (CD, 2000)
- Yersinia Pestis (CD, 2003)
- The Journeys and the Experiences of Death/Helsviti (Double CD/Digi-Pack, 2006)
- The Journeys and the Experiences of Death (CD, 2006)
- Kaoskult (CD, 2008)
- Åsgards Fall (MCD, 2010)
- Heiðindómr ok mótgangr (CD, 2011)
- raunijaR (CD, 2015)
- landawarijaR (CD, 2017)